# Podbrest
Podbrest – wieś w Chorwacji, w żupanii medzimurskiej, w gminie Orehovica. W 2011 roku liczyła 618 mieszkańców.